# Palacio de la Bolsa de Nápoles
El palacio de la Bolsa de Nápoles (en italiano: Palazzo della Borsa di Napoli) es un edificio monumental de la ciudad de Nápoles, Italia, ubicado en Plaza Giovanni Bovio, en el barrio Porto.
Levantado para alojar las oficinas de la Bolsa y la Cámara de comercio, el edificio fue construido en 1895 e inaugurado en 1899 sobre proyecto de Alfonso Guerra. Fue financiado con fondos donados en 1861 por el general Enrico Cialdini, en ese entonces lugarteniente del rey Víctor Manuel II en Nápoles. El edificio se enfrentaba a la Fuente de Neptuno, actualmente colocada en Plaza del Municipio; durante el fascismo se añadieron dos obeliscos a los lados del Palacio.
El Palacio, de tres pisos, presenta un estilo neorrenacentista, con dos órdenes de lesenas. Su majestuosidad provoca la sensación de una cierta pesadez y solidez, aliviadas solo por la presencia de semicolumnas. La entrada principal está adornada con dos columnas jónicas sosteniendo el balcón superior y precedida por una escalinata flanqueada por dos grupos de esculturas, obra de Luigi De Luca. En la parte superior de la fachada se encuentra un gran friso contenido en una luneta, representando a Hermes y Dioniso.
Al lado de la entrada lateral se ubica la Iglesia de San Aspreno al Puerto, pequeño templo paleocristiano luego englobado en el nuevo edificio. Hoy el Palacio de la Bolsa aloja, además de la sede central de la Cámara de comercio, también dos bancos.

## Galería de imágenes

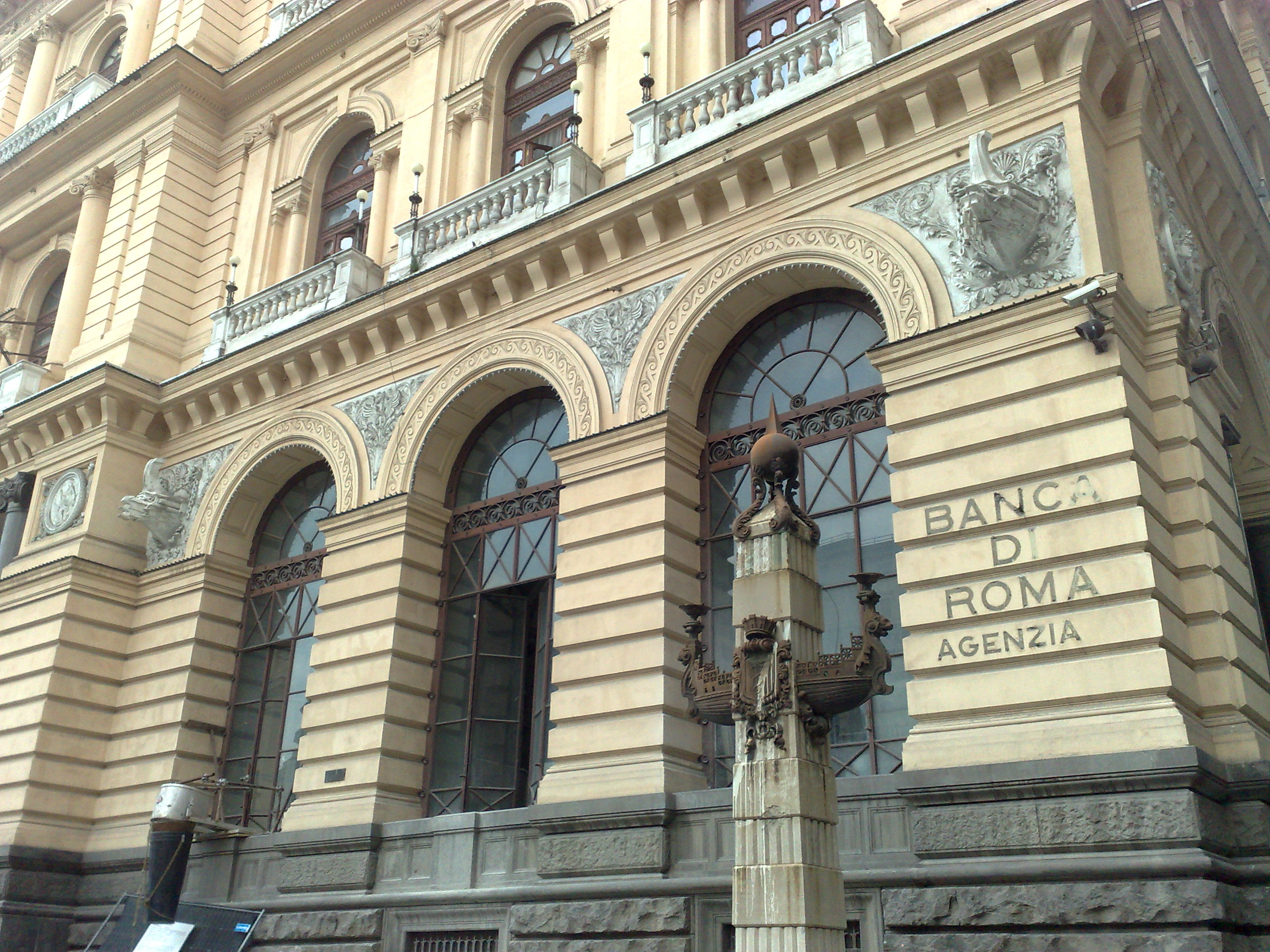
Particular del exterior
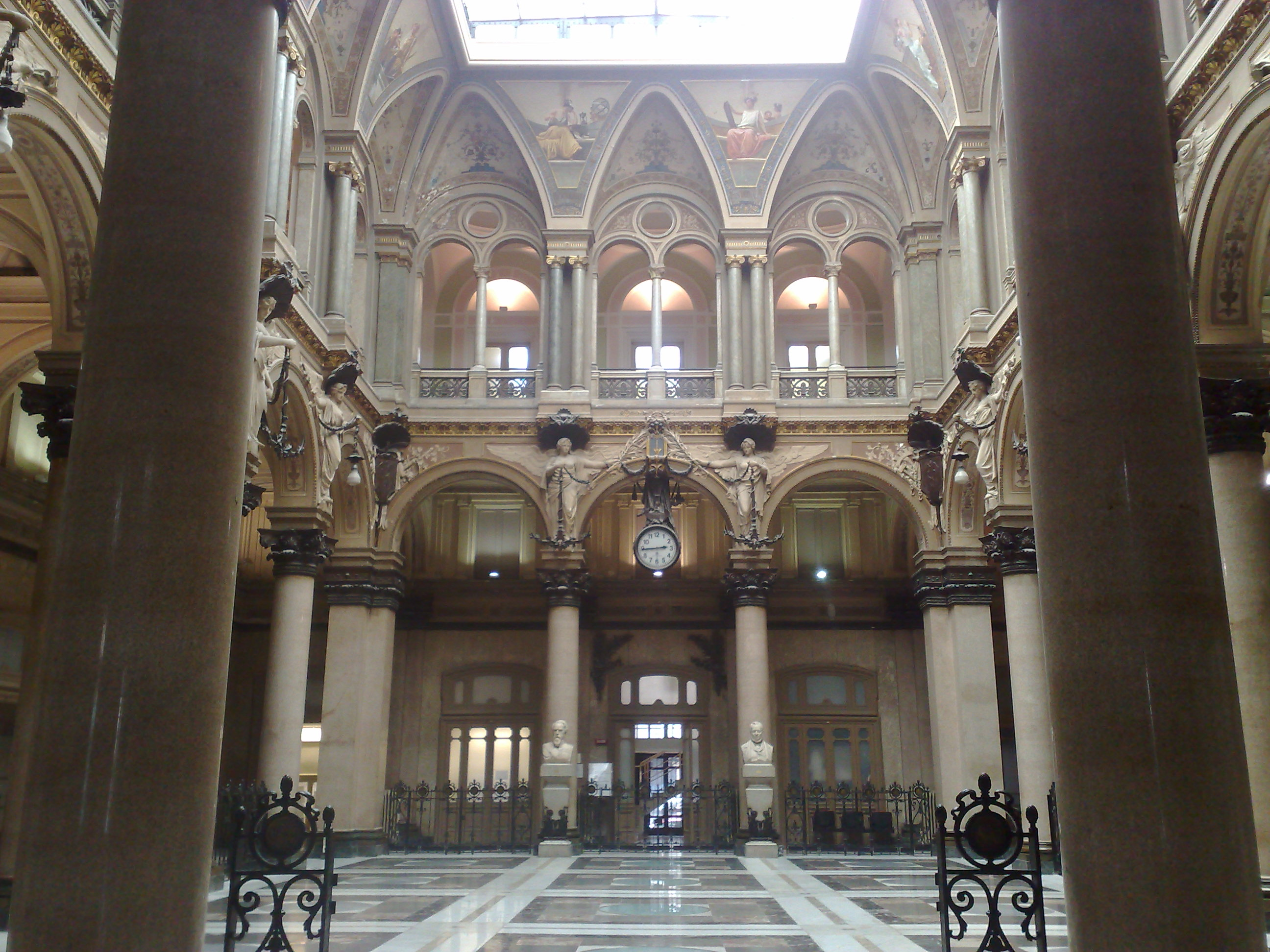
La Sala delle Grida
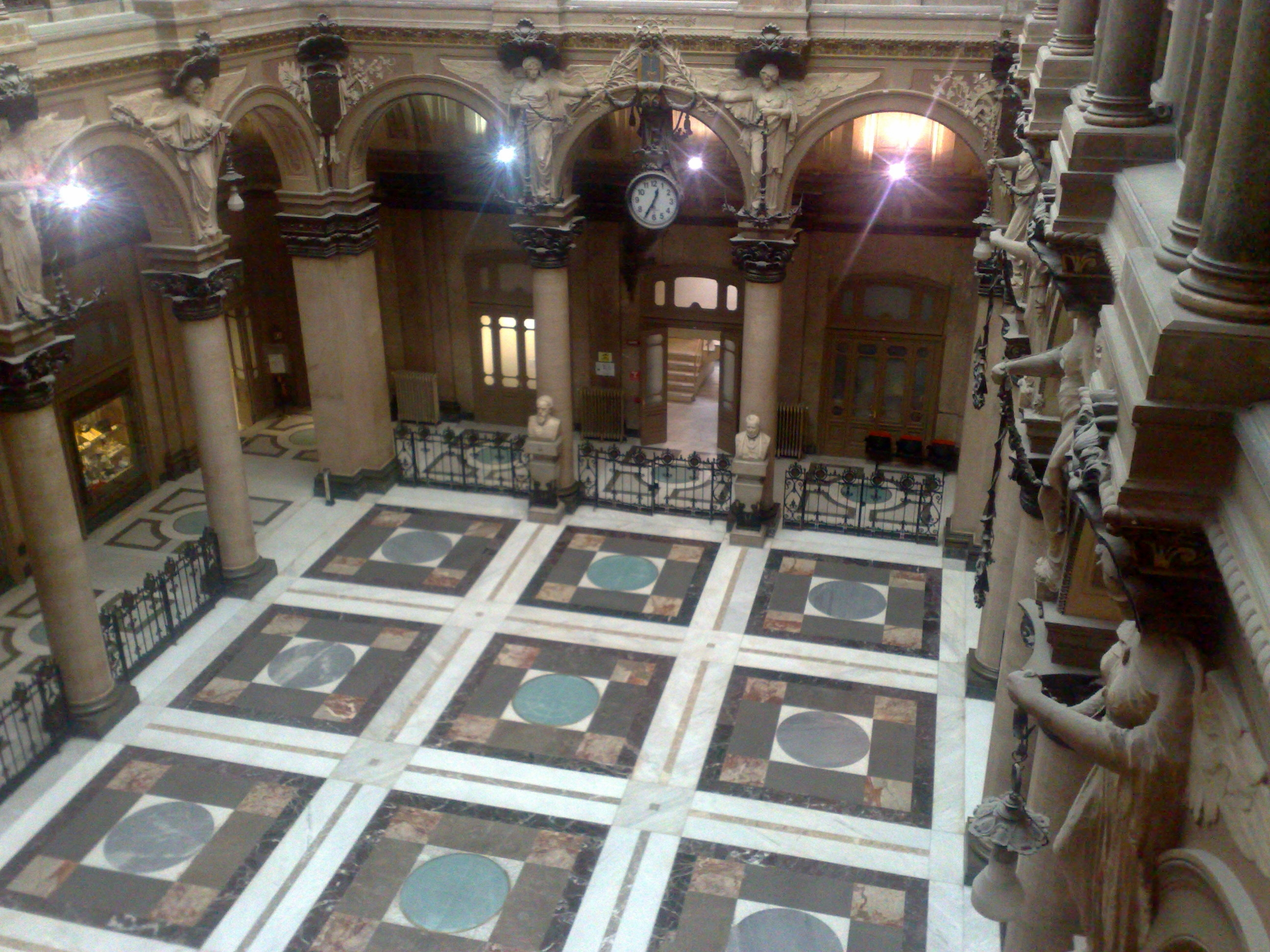
La Sala delle Grida desde arriba
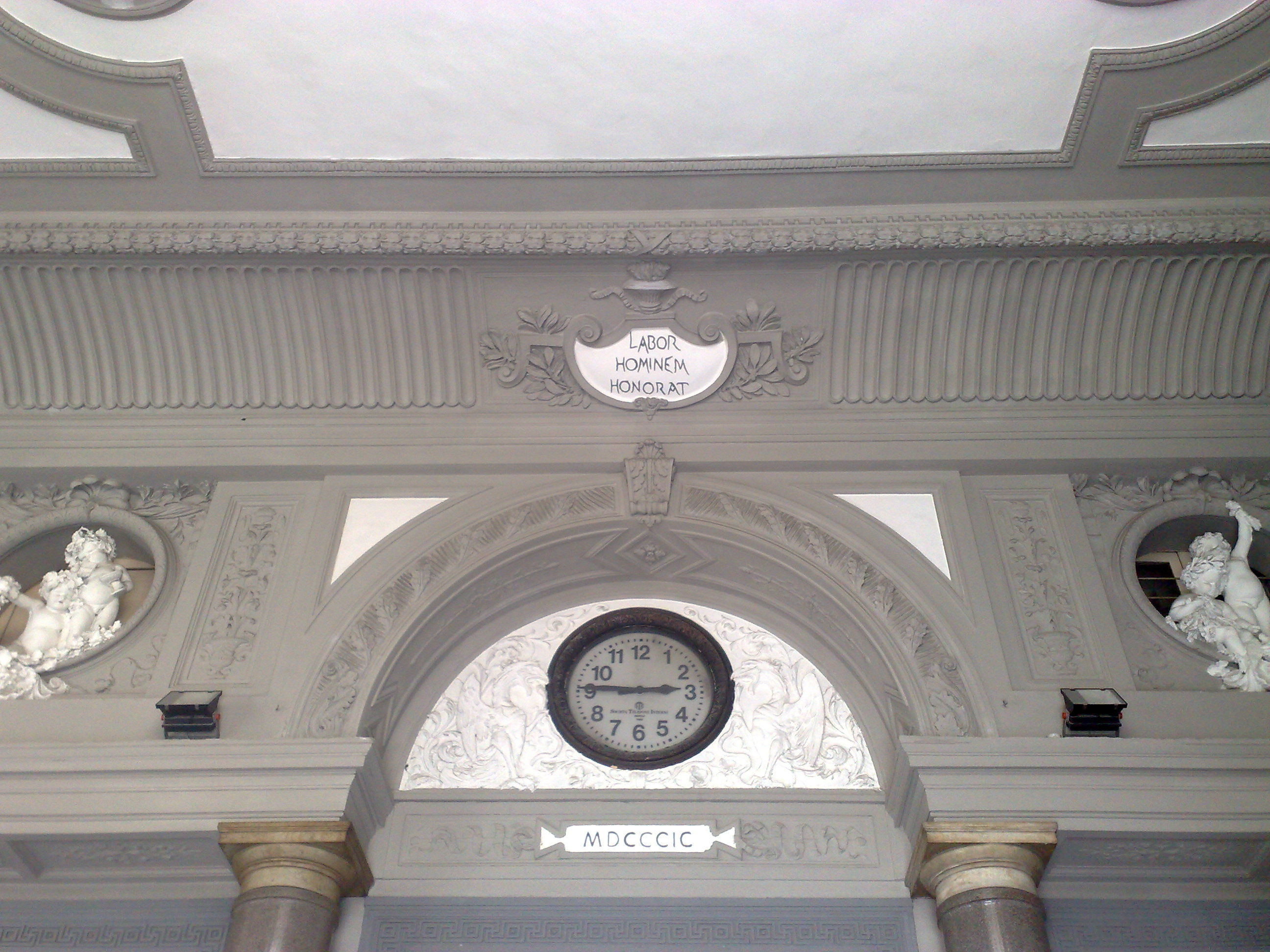
Grabado Labor Hominem Honorat
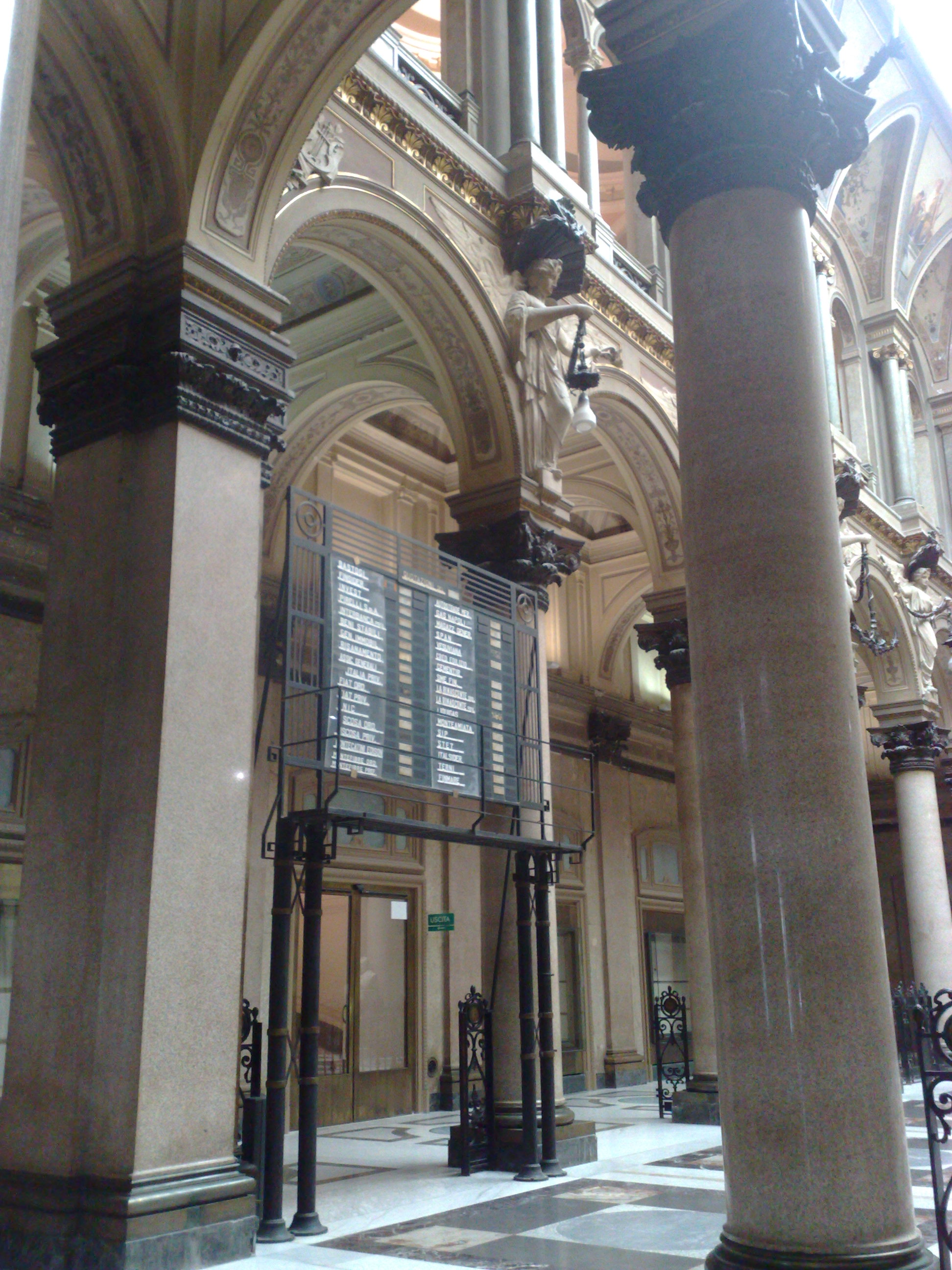
Particular del interior